# Schweizerische Ausstellung für Frauenarbeit
De Schweizerische Ausstellung für Frauenarbeit (SAFFA; Nederlands: Zwitserse tentoonstelling voor vrouwenarbeid; Frans: Exposition nationale suisse du travail féminin; Italiaans: Esposizione svizzera del lavoro femminile) was een feministische tentoonstelling in Zwitserland die tweemaal plaatsvond, een eerste maal in Bern in 1928 en een tweede maal in Zürich in 1958.

## Omschrijving

### Eerste tentoonstelling in 1928

Site van de eerste tentoonstelling in 1928 in Bern.

De eerste Schweizerische Ausstellung für Frauenarbeit (SAFFA) vond plaats van 26 augustus tot 30 september 1928 in Bern. De tentoonstelling werd georganiseerd door de Bund Schweizerischer Frauenvereine (BSF), de Schweizerischer Katholischer Frauenbund (SKF) en 28 andere Zwitserse feministische organisaties. Het doel van de tentoonstellingen was om de aandacht te vestigen op de precaire situatie van vrouwen die een beroep uitoefenden in de tijd van het Interbellum. De tentoonstelling toonde het werk dat vrouwen verrichtten in het gezins- en beroepsleven, de wetenschappen en de kunsten. Zo stelde Alis Guggenheim bijvoorbeeld haar beeldhouwwerken tentoon, terwijl Hedwig Scherrer een tentoonstelling over de traditionele Zwitserse klederdracht verzorgde. Door de rol van vrouwenarbeid voor de Zwitserse nationale economie en samenleving te benadrukken, wilde men meer zekerheid voor vrouwen afdwingen en wilde men erkenning krijgen van vrouwen als volwaardige burgers door het vrouwenstemrecht in Zwitserland in te voeren.
Lux Guyer was de architecte en directrice van deze eerste SAFFA. Onder meer Ines Bolla was lid van het organisatiecomité. Het Eröffnungsspiel van de tentoonstelling was samengesteld door Esther Baezner. Jeanne Niquille was dan weer wetenschappelijk lid van het Fribourgse kantonnale comité. Andere betrokkenen waren Ida Hoff, Jeanne Schwyzer-Vogel, Anna Tumarkin en Else Züblin-Spiller.

### Tweede tentoonstelling in 1958

Site van de tweede tentoonstelling in 1958 aan het Meer van Zürich.

Dertig jaar later organiseerden de BSF en een honderdtal andere kantonnale en nationale vrouwenorganisaties voor de tweede maal een tentoonstelling, ditmaal in Zürich van 17 juli tot 15 september 1958. Deze editie trok ruim 1,9 miljoen bezoekers en had als thema de rol van de vrouw in het gezin, op het werk en binnen de overheid. In deze periode van hoogconjunctuur was er veel vraag naar vrouwelijke werkkrachten en consumenten. De tentoonstelling toonde alle mogelijkheden voor vrouwen inzake opleiding, werk, consumptie en vrijetijdsbesteding. Geheel in zijn met de economische en politieke noden van die tijd, droeg de tentoonstelling een ideaalbeeld naar voren dat bestond uit drie fases: het beroepsleven voor het huwelijk, het moederschap en de herneming van een beroepsactiviteit. Het doel van de tentoonstelling was om de mannen te tonen hoe vrouwen ten dienste stonden van de samenleving, dat hun bijdrage in alle opzichten essentieel was, en om hen aan te moedigen om de sociale discriminatie jegens vrouwen af te schaffen.
Annemarie Hubacher-Constam was de architecte van deze editie. Journaliste Agnes Debrit-Vogel was betrokken bij de organisatie en was in 1928 ook reeds betrokken bij de eerste editie. Architecte Anne Torcapel (1916-1988) was betrokken bij het Geneefse paviljoen.

### Balans
De opbrengsten van beide tentoonstellingen werden gebruikt om verenigingen op te richten voor de emancipatie en wederzijdse hulp van vrouwen. De archieven van de SAFFA worden bewaard door de sociale archieven van Zürich en de archieven van de Gosteli-stichting in Worblaufen.